# Gabriela Schloesser
Ana Gabriela Bayardo Chan-Schloesser dite Gabriela Schloesser, née Gabriela Bayardo le 18 février 1994 à Tijuana (Mexique), est une archère mexicano-néerlandaise ayant concouru pour le Mexique puis les Pays-Bas. Elle remporte la médaille d'argent par équipe mixtes aux Jeux olympiques d'été de 2020.

## Carrière
Sélectionnée pour représenter le Mexique aux Jeux olympiques d'été de 2016, elle est éliminée lors du deuxième tour de l'épreuve individuelle par l'Allemande Lisa Unruh, 6 sets à 4. Par équipes, elle termine à la 5e place avec Alejandra Valencia et Aída Román.
En 2018, elle change d'allégeance et commence à concourir pour les Pays-Bas lors de l'étape de la Coupe du monde de tir à l'arc à Salt Lake City en juin. L'année suivante, en faisant équipe avec Sjef van den Berg, elle termine sur la 2e marche du podium du championnats du monde 2019, perdant en finale contre les Sud-Coréennes Lee Woo-seok et Kang Chae-young. Elle obtient son ticket pour les Jeux de Tokyo en atteignant les demi-finales des Jeux européens et devient la première Néerlandaise sélectionnée en individuel en tir à l'arc aux Jeux depuis 1996. Bien qu'elle ait finalement perdue sa demi-finale, elle remporte la médaille de bronze en battant la Russe Anna Balsukova dans la petite finale.
Aux Jeux de 2020, elle représente cette fois les Pays-Bas mais est une nouvelle fois éliminée au second tour par la Française Lisa Barbelin. En équipe mixte avec Steve Wijler, elle perd en finale face à l'équipe Sud-coréenne composée de An San et Kim Je-deok et gagne la médaille d'argent.

## Vie privée
Elle est mariée à l'archer néerlandais Mike Schloesser.

## Palmarès
- Jeux olympiques
  -  médaille d'argent à l'épreuve par équipes mixte aux Jeux olympiques d'été de 2020 à Tokyo (avec Steve Wijler)

- Championnats du monde
  -  médaille d'or à l'épreuve par équipes mixte aux championnats du monde 2019 à Bois-le-Duc
- Coupe du monde
  -  médaille d'or à l'épreuve par équipes mixte à la Coupe du monde à Lausanne
  -  médaille d'argent à l'épreuve par équipes mixte à la Coupe du monde à Paris
- Jeux européens
  -  médaille de bronze à l'individuelle féminine aux Jeux européens de 2019 à Minsk
- Jeux d'Amérique centrale et des Caraïbes
  -  médaille d'or à l'épreuve féminine par équipes aux Jeux d'Amérique centrale et des Caraïbes de 2014 à Veracruz

## Vie privée
Schloesser est en couple avec l'archer néerlandais Mike Schloesser.